# بابلو كويفاس
بابلو كويفاس (بالإسبانية: Pablo Cuevas)‏ مواليد 1 يناير 1986 في الأرجنتين. هو لاعب كرة مضرب أوروغوياني مُحترف. أهم فوز له كان بحصوله على دورة فرنسا المفتوحة 2008 في زوجي الرجال مع لويس هورنا.

## نهائيات الجراند سلام

### زوجي الرجال: 1 (1 لقب)
| اللقب | السنة | البطولة     | السطح | الشريك     | الخصوم                       | النتيجة  |
| ----- | ----- | ----------- | ----- | ---------- | ---------------------------- | -------- |
| البطل | 2008  | رولان غاروس | ترابي | لويس هورنا | دانييل نيستور نيناد زيمونيتش | 6–2, 6–3 |

## روابط خارجية
- بابلو كويفاس على موقع رابطة محترفي التنس (الإنجليزية)
- بابلو كويفاس على موقع الاتحاد الدولي لكرة المضرب (الإنجليزية)
- بابلو كويفاس على موقع كأس ديفيز (الإنجليزية)
- بابلو كويفاس على موقع خلاصة التنس.كوم (الإنجليزية)
- بابلو كويفاس على موقع إي إس بي إن.كوم (الإنجليزية)
- بابلو كويفاس على موقع اللجنة الأولمبية الدولية (الإنجليزية)
- بابلو كويفاس على موقع أوليمبيديا (الإنجليزية)
- بابلو كويفاس على موقع AS.com (الإسبانية)